# Кормунин, Павел Васильевич
Па́вел Васильевич Кормунин (бел. Павел Васільевіч Кармунін; 28 января 1919, Большие Ключи — 1 апреля 2002, Минск) — советский и белорусский актёр театра и кино. Народный артист Белорусской ССР (1980).

## Биография
Павел Васильевич Кормунин родился 28 января 1919 года в селе Большие Ключи Казанской губернии. Работал электросварщиком на стройках Татарской АССР. С 1939 года служил в армии. Руководил армейскими коллективами художественной самодеятельности. В 1944—1946 годах — сержант 9-го отдела железнодорожного полка на 1-м Украинском фронте. Прошёл дорогами Великой Отечественной войны вплоть до Берлина, и даже, по утверждению его жены Раисы, «на рейхстаге расписался».
С 1946 года — актёр театра Группы Советских войск в Германии. После окончания Студии при Казанском Большом драматическом театре имени В. И. Качалова (1952) стал актёром этого театра. После съёмок на Беларусьфильме, в возрасте 45 лет, был приглашён Львом Литвиновым (известный белорусский режиссёр, постановщик хрестоматийного спектакля «Павлинка», познакомился с П. Кормуниным, когда переехал работать в Казанский театр и там поставил с участием Павла Кормунина «Лявониху на орбите» А. Макаёнка) в Минск, в Белорусский академический театр имени Янки Купалы, где он работал с 1966 года до глубокой старости. Первая роль П. Кормунина в Минске — Илико в спектакле «Я, бабушка, Илико и Илларион». Ради неё актёр начал изучать белорусский язык, который ему очень полюбился:
Уже тогда, когда я играл «вводы» в старые спектакли, белорусский язык увлёк меня своей благозвучностью. Так что же, сдаваться и ехать скитаться по театрам? Нет, сказал я самому себе, — работай!..
Именно здесь Павел Кормунин сыграл свои самые значительные роли.
В кино — с 1964 года. За свою жизнь сыграл в театре и кино более двухсот ролей.
В 1980 году получил звание народного артиста БССР. Тогда же, при содействии Петра Машерова, который «ценил Кормунина как актёра», получил новую квартиру на Парковой магистрали (позже проспект Машерова, ныне проспект Победителей). В 1985 году как ветеран Великой Отечественной войны был награждён орденом Отечественной войны 2 степени

Надгробный памятник Павлу Кормунину на Восточном кладбище г. Минска

К концу жизни Павел Кормунин начал терять зрение и прекратил играть в театре. Последняя сыгранная им роль — старец Авдей в спектакле «Страсти по Авдею», которую он играл уже будучи незрячим в день своего 80-летия. Потеряв зрение, несколько последних лет работы из дома в театр и обратно ходил по интуиции.
Скончался 1 апреля 2002 года на 84-м году жизни в Минске. Похоронен на Восточном кладбище.

### Семья
В первом браке с актрисой Ниной Леонтьевной имел сына Валерия (1951—2001), от этого сына есть внук и правнучка. В следующем браке имел сына Андрея (актёр, режиссёр). Далее был женат на Раисе Парфентьевне (1928—2011), с которой познакомился в Минске на киностудии, удочерил дочь Раисы Людмилу.

## Театральные работы
- «Я, бабушка, Илико и Илларион» по одноимённому роману Нодара Думбадзе — Илико.
- «Амнистия» М. Матуковского — Кичкайло.
- «Рудобельская республика» — дед Терёшка.
- «Раскиданное гнездо» Янки Купалы — Лявон.
- «Порог» Алексея Дударева — отец.
- «Страсти по Авдею» В. Бутромеева — отец Авдея.
- «Плач перепёлки» по И. Чигринову — Зазыба.
- «Люди на болоте» по И. Мележу — Чернушка.
- «Погорельцы» А. Макаёнка — Кудасов.
- «На дне» Максима Горького — Лука.
- «Дядя Ваня» Антона Чехова — Войницкий.
- «Врата бессмертия» Кондрата Крапивы — Торгало.

## Фильмография
| Год       |     | Название                                        | Роль                                                     |
| --------- | --- | ----------------------------------------------- | -------------------------------------------------------- |
| 1964      | ф   | Криницы                                         | член бюро райкома                                        |
| 1964      | ф   | Рогатый бастион                                 | Лявон Степанович Чмых                                    |
| 1966      | ф   | Мальчик и девочка                               | затейник                                                 |
| 1966      | ф   | Я родом из детства                              | директор школы                                           |
| 1966      | ф   | Восточный коридор                               | подпольщик                                               |
| 1966      | ф   | Чужое имя                                       | муж Ольги                                                |
| 1966      | кор | Одни                                            | Антип                                                    |
| 1967      | ф   | Житие и вознесение Юрася Братчика               | Богдан Роскаш, нищий шляхтич, названный апостолом Павлом |
| 1967      | тф  | Рядом с вами                                    | Василий Портнов                                          |
| 1968      | ф   | Десятая доля пути                               | Твёрдохлеб                                               |
| 1970      | ф   | Счастливый человек                              | Дмитрий Петрович Маслов                                  |
| 1970      | ф   | Путь к сердцу                                   | Михаил Герасимович, больной                              |
| 1970      | ф   | Спеши строить дом                               | Имя персонажа не указано                                 |
| 1970      | ф   | Салют, Мария!                                   | Павел Васильевич                                         |
| 1970      | ф   | В лазоревой степи                               | Пётр Пахомыч, отец                                       |
| 1970      | ф   | Нечаянная любовь                                | Имя персонажа не указано                                 |
| 1970      | ф   | Дорога на Рюбецаль                              | генерал Захар Иванович                                   |
| 1970—1972 | с   | Руины стреляют                                  | Хасень Мустафович Александрович                          |
| 1970      | ф   | Красная площадь                                 | пулемётчик-белорус Карпушонок                            |
| 1971      | ф   | Полонез Огинского                               | начальник штаба                                          |
| 1971      | ф   | Рудобельская республика                         | Драпеза                                                  |
| 1971      | тф  | День моих сыновей                               | рабочий Иван Петрович                                    |
| 1971      | ф   | Проверка на дорогах                             | партизан, узнавший свою корову                           |
| 1971      | ф   | Крушение империи                                | рабочий в поезде                                         |
| 1971      | кор | Задачка                                         | отец Жени                                                |
| 1972      | ф   | Меченый атом                                    | Шкаликов, Герасим Иванович Притыков                      |
| 1972      | тф  | Идущие за горизонт                              | Прохоров                                                 |
| 1972      | ф   | Завтра будет поздно…                            | партизан                                                 |
| 1973      | ф   | Будни уголовного розыска                        | Иван Кузьмич Катин, капитан милиции                      |
| 1973      | тф  | Не пройдёт и года…                              | столяр Терентий Захарович Лымарь                         |
| 1973      | ф   | Тёща                                            | Алексей Николаевич                                       |
| 1973      | ф   | Большой трамплин                                | начальник отдела кадров                                  |
| 1973      | ф   | Кортик                                          | Борис Федотович, учитель рисования                       |
| 1973      | тф  | Тартак                                          | Володя Панок                                             |
| 1973      | ф   | Хлеб пахнет порохом                             | отец Лукашевича                                          |
| 1974      | тф  | Ясь и Янина                                     | Капитан речного судна                                    |
| 1974      | ф   | Фронт без флангов                               | Игнат Осыка                                              |
| 1974      | ф   | Пламя                                           | в эпизодах                                               |
| 1974      | ф   | Незабытая песня                                 | Григорий Иванович                                        |
| 1975      | ф   | Долгие вёрсты войны                             | рядовой                                                  |
| 1975      | ф   | Факт биографии                                  | прораб Егор Трофимович                                   |
| 1976      | ф   | Вдовы                                           | Пётр Иванович                                            |
| 1976      | ф   | Всего одна ночь                                 | Куницкий Пётр Иванович                                   |
| 1976      | ф   | Дума о Ковпаке. Карпаты, Карпаты…               | «Кривой»                                                 |
| 1976—1978 | с   | Время выбрало нас                               | Гончаренко                                               |
| 1977      | ф   | Ненависть                                       | Игнатий Булыга                                           |
| 1977      | ф   | В профиль и анфас                               | Имя персонажа не указано                                 |
| 1977      | ф   | Эхо в пуще                                      | Имя персонажа не указано                                 |
| 1977      | кор | Колесо                                          | односельчанин, больной радикулитом                       |
| 1978      | с   | Соль земли                                      | пасечник Платон Ермолаевич Золотарёв                     |
| 1978      | ф   | Встреча в конце зимы                            | Бумажников                                               |
| 1978      | ф   | Море                                            | Имя персонажа не указано                                 |
| 1978      | ф   | На новом месте                                  | Михайлёнок                                               |
| 1979      | ф   | Отец и сын                                      | Тихон Скобеев                                            |
| 1979      | тф  | Задача с тремя неизвестными                     | Алесь Гаврилович                                         |
| 1979      | ф   | День возвращения                                | Имя персонажа не указано                                 |
| 1979      | кор | Новоселье (фильм)                               | Алексей                                                  |
| 1980      | ф   | Половодье                                       | Демьян Махахей                                           |
| 1980      | кор | История одного подзатыльника                    | Дмитрий Иванович, друг семьи Козловых                    |
| 1980      | с   | Атланты и кариатиды                             | председатель колхоза Юрий Иванович                       |
| 1981      | тф  | Государственная граница. Мирное лето 21-го года | неграмотный солдат Агеев                                 |
| 1981      | тф  | Третьего не дано                                | Ефим                                                     |
| 1981      | ф   | Люди на болоте                                  | дед Денис                                                |
| 1981      | ф   | Прощание                                        | дед Егор                                                 |
| 1981      | ф   | Контрольная по специальности                    | Гришаня                                                  |
| 1981      | тф  | Единственный мужчина                            | Семён Петрович Павлов                                    |
| 1981      | тф  | Последний шанс (фильм, 1981)                    | Матвей, старик, староста деревни                         |
| 1981      | кор | Все деньги с кошельком                          | покупатель дома                                          |
| 1982      | ф   | Дыхание грозы                                   | дед Денис                                                |
| 1982      | ф   | Если враг не сдаётся…                           | солдат                                                   |
| 1982      | ф   | Чужая вотчина                                   | дядька Ладимер                                           |
| 1983      | ф   | Водитель автобуса                               | партизан Павел                                           |
| 1983      | ф   | Дело для настоящих мужчин                       | дедушка Наташи                                           |
| 1983      | ф   | Карастояновы                                    | Имя персонажа не указано                                 |
| 1985      | ф   | Куда идёшь, солдат?                             | Пётр Иванович                                            |
| 1985      | ф   | Поклонись до земли                              | Тимофей                                                  |
| 1985      | ф   | По зову сердца                                  | Сергей Иванович, начальник артучилища, полковник         |
| 1986      | ф   | Вызов                                           | Павел Васильевич, тренер по верховой езде                |
| 1986      | ф   | Борис Годунов                                   | в эпизодах                                               |
| 1986      | ф   | Охота на последнего журавля                     | Степан Ильич Демидчик                                    |
| 1987      | ф   | Нетерпение души                                 | Алесин дедушка                                           |
| 1987      | ф   | Хотите — любите, хотите — нет…                  | отец Кати                                                |
| 1988      | тф  | Повестка в суд                                  | Имя персонажа не указано                                 |
| 1988      | ф   | Красный цвет папоротника                        | партизан                                                 |
| 1989      | ф   | По 206-й…                                       | Иван Степанович Соколов, ветеран войны                   |
| 1989      | ф   | Ванька-встанька                                 | Имя персонажа не указано                                 |
| 1989      | ф   | Хочу сделать признание                          | гость                                                    |
| 1990      | с   | Плач перепёлки                                  | Кузьма Прибытков                                         |
| 1990      | тф  | Страсти по Авдею                                | отец Авдея                                               |
| 1990      | ф   | Внимание, ведьмы!                               | Андрей Олегович                                          |
| 1991      | ф   | Брюнетка за тридцать копеек                     | глухой дед                                               |
| 1991      | ф   | Кукушкины дети                                  | в эпизодах                                               |
| 1991      | ф   | Хэппи энд                                       | Имя персонажа не указано                                 |
| 1996      | ф   | Птицы без гнёзд                                 | Василь Иванович Захарко                                  |

## Озвучивание мультфильмов
- 1982 — Лиса, медведь и мужик